# آب‌انبار اصفاک
آب‌انبار اصفاک مربوط به دوره قاجار است و در شهرستان بشرویه، دهستان علی جمال، روستای اصفاک واقع شده‌است. این اثر در تاریخ ۳ خرداد ۱۳۸۶ با شمارهٔ ثبت ۱۹۱۹۸ به‌عنوان یکی از آثار ملی ایران به ثبت رسیده است.